# Ingenjörregementet (Danmark)
Ingenjörsregementet (danska: Ingeniørregimentet) är ett danskt ingenjörsförband bildat 1997 genom en sammanslagning av Sjællandske Ingeniørregiment och Jydske Ingeniørregiment.

## Organisation
Regementets underlydande enheter (2019):
- Stab
- 1. Pansaringenjörbataljonen
- 2. EOD-bataljonen
- 3. CBRN- och konstruktionsbataljonen